# Eleições europeias de 2014 (Países Baixos)
As eleições parlamentares europeias de 2014 nos Países Baixos, realizadas a 22 de Maio, serviram para eleger os 26 deputados nacionais para o Parlamento Europeu.
Os resultados finais deram a vitória, em número de votos, ao partido liberal Democratas 66, que conquistou 15,4% dos votos, mas, o Apelo Democrata-Cristão foi o partido que mais deputados elegeu, ao conquistar 5 deputados.
Importa referir, que, ao contrário de outros países, a direita nacionalista do Partido para a Liberdade obteve um resultado abaixo do esperado, ficando-se pelos 13,3% dos votos e 4 deputados.

## Resultados oficiais
| Partido                 | Partido                                       | Votos      | %               | +/-   | Deputados | +/-     |
| ----------------------- | --------------------------------------------- | ---------- | --------------- | ----- | --------- | ------- |
|                         | Democratas 66                                 | 735 440    | 15,48 / 100,00  | 4,16  | 4 / 26    | 1       |
|                         | Apelo Democrata-Cristão                       | 721 637    | 15,18 / 100,00  | 4,87  | 5 / 26    | Estável |
|                         | Partido para a Liberdade                      | 633 114    | 13,32 / 100,00  | 3,65  | 4 / 26    | Estável |
|                         | Partido Popular para a Liberdade e Democracia | 571 176    | 12,02 / 100,00  | 0,63  | 3 / 26    | Estável |
|                         | Partido Socialista                            | 458 079    | 9,64 / 100,00   | 2,54  | 2 / 26    | Estável |
|                         | Partido do Trabalho                           | 446 763    | 9,40 / 100,00   | 2,65  | 3 / 26    | Estável |
|                         | União Cristã - Partido Político Reformado     | 364 483    | 7,67 / 100,00   | 0,85  | 2 / 26    | Estável |
|                         | Esquerda Verde                                | 331 594    | 6,98 / 100,00   | 1,89  | 2 / 26    | 1       |
|                         | Partido pelos Animais                         | 200 254    | 4,21 / 100,00   | 0,85  | 1 / 26    | 1       |
|                         | 50PLUS                                        | 175 343    | 3,69 / 100,00   | Novo  | 0 / 26    | Novo    |
|                         | Outros                                        | 114 989    | 2,43 / 100,00   |       | 0 / 26    |         |
| Votos Inválidos         | Votos Inválidos                               | 28 505     | 0,60 / 100,00   | 0,17  |           |         |
| Total                   | Total                                         | 4 782 251  | 100,00 / 100,00 |       | 26 / 26   | 1       |
| Eleitorado/Participação | Eleitorado/Participação                       | 12 814 177 | 37,32 / 100,00  | 0,57  |           |         |
| Fonte                   | Fonte                                         | [ 2 ]      | [ 2 ]           | [ 2 ] | [ 2 ]     | [ 2 ]   |